# Michael Wolf (Regisseur)
Michael Wolf ist ein deutscher Schauspieler und Regisseur.

## Leben
Wolf wuchs in Müllheim auf. Er studierte von 1983 bis 1987 Schauspiel und Regie auf der Schauspielschule „Renato Cibolini“ in Basel. Erste Erfahrungen sammelte Wolf als Regieassistent von Ephraim Kishon und Michael Pfleghar.
Für die Fernsehserie „Gute Zeiten, schlechte Zeiten“ schrieb Wolf sechs Jahre lang einige der Drehbücher. Für das Theater entwickelte er die Stücke „Wenn Helga kommt“, „Knietief im Dispo“, „42“ und „Bis dass der Tod“,
Wolf ist Gründungsmitglied des Improvisationstheaters „Die Gorillas“. Zudem coacht er diverse Improvisationstheatergruppen und hat mehrere Spielformate entwickelt. Neben seiner Tätigkeit als Regisseur für Theater- und Fernsehproduktionen lehrt Wolf als Gastdozent an der Hochschule für Musik und Theater „Felix Mendelssohn Bartholdy“ Leipzig.
Heute lebt Wolf in Berlin und Frankreich.

## Business-Training
Bei seinen Improvisations-Trainings konzentriert sich Wolf vor allem auf folgende Themenschwerpunkte: Umgang mit Umbruchsprozessen, Weiterentwicklung und Intensivierung von Teamprozessen, den Mut am positiven Scheitern, Verhalten in Meeting- und Vortragssituationen, Entdecken und Nutzen von kollektiven Potenzialen.

## Training für Improvisationstheatergruppen
Wolf unterstützt und begleitet auch Improvisationstheatergruppen, die sich am Anfang befinden oder sich weiterentwickeln möchten. Dabei legt er vor allem auf das "Storytelling" viel Wert. Unter anderem coachte er bereits Gruppen wie „Die Springmaus“ in Bonn, „Das Placebotheater“ in Münster und „Das Eidgenössische Improvisationstheater“ in Zürich.
Außerdem beschäftigt sich Wolf in seinen Trainings mit der Entwicklung und dem Kreieren von Figuren und Charakteren (Figurenarbeit).
Ein weiterer Schwerpunkt seiner Trainings ist das Thema "Stille aushalten". Dabei geht es um die Reduktion der gesprochenen Worte auf der Bühne.